# Audit (informatica)
L'audit è una valutazione tecnica manuale o sistematica misurabile di un sistema o un'applicazione, nell'ambito della sicurezza informatica. 
La valutazione manuale prevede domande allo staff, esecuzione delle analisi di vulnerabilità, revisione e controllo degli accessi al sistema operativo, e analisi dell'accesso fisico a sistemi.
Le valutazioni automatiche o CAAT, includono rapporti di audit generati dal sistema o uso di software per monitorare e riportare cambiamenti a file e impostazioni del sistema.
I sistemi possono includere pc, server, mainframe, rete di router, switch.
Le applicazioni possono includere servizi Web e basi di dati.